# Sign (banda)
Sign é uma banda islandesa de rock formada em 2000 na cidade de Hafnarfjörður. A banda gravou um cover da canção do Iron Maiden "Run to the Hills" para o CD Maiden Heaven: A Tribute to Iron Maiden, lançado pela revista Kerrang!.

## Integrantes

### Membros atuais
- Ragnar Sólberg Rafnsson – vocal e guitarra (2000 – presente)
- Egill Örn Rafnsson – bateria (2000 – presente)
- Arnar Grétarsson – guitarra (2004 – presente)
- Heimir Ólafur Hjartarson – baixo (2007 – presente)
- Agnar Friðbertsson – teclado, guitarra (2008 – presente)

### Ex-membros
- Hörður Stefánsson – guitarra (2000 – 2001)
- Sigurður Ágúst – baixo (2000 – 2003)
- Baldvin Freyr – guitarra (2001 – 2004)
- Silli Geirdal – baixo (2004 – 2007)

## Discografia
Álbuns de estúdio
- 2001: Vindar og Breytingar
- 2002: Fyrir Ofan Himininn
- 2005: Thank God For Silence
- 2008: The Hope

EP
- 2004: Sign EP

Singles
- 2006: "So Pretty"